# Vsevolod het Grote Nest

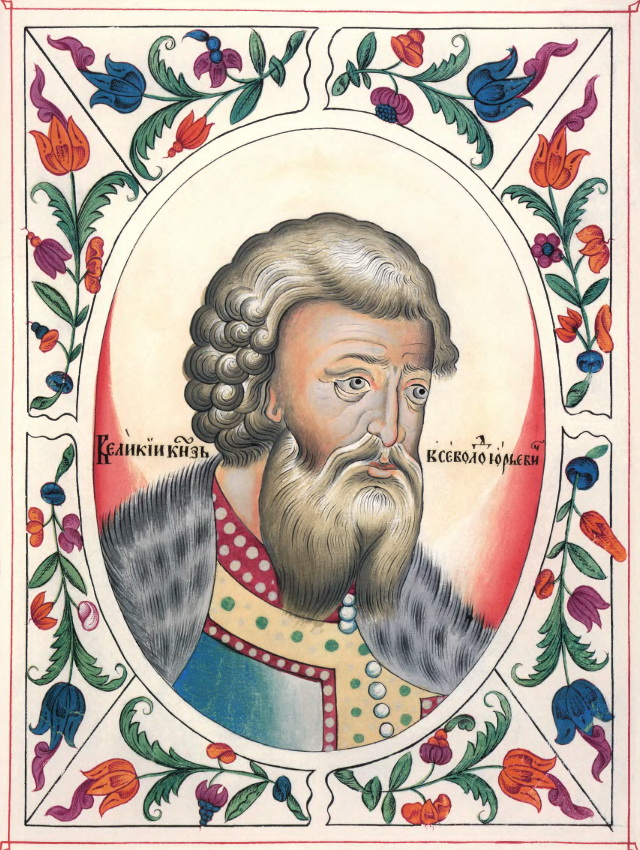
Vsevolod III het Grote Nest

Vsevolod III Joerjevitsj of Vsevolod het Grote Nest (1154 - 1212) was een grootvorst van Vladimir-Soezdal. Tijdens zijn lange regering (1177-1212) bereikte de stad Vladimir haar toppunt van roem. 

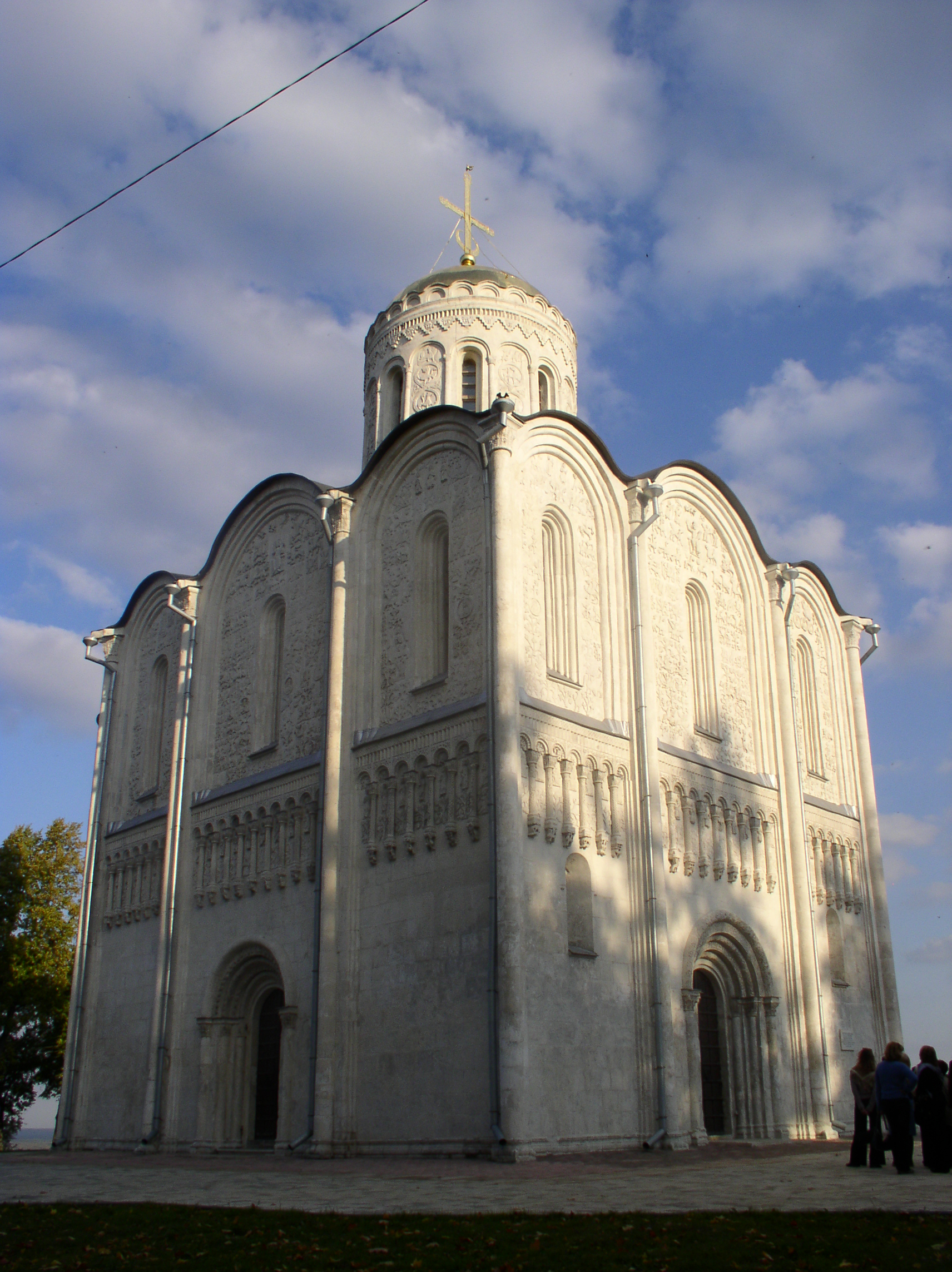
Vsevolod wijdde zijn paleiskerk in Vladimir aan zijn patroonheilige Sint Demetrius

Vsevolod was de tiende of elfde zoon van Joeri Dolgoroeki (c. 1099 - 1157), die de stad Dmitrov stichtte ter herdenking van zijn geboorte. Demetrius was Vsevolods doopnaam. Hij bracht zijn jeugd door bij de Komnenen in het Byzantijnse Rijk.
Vsevolod volgde zijn broer Mikhalko in Vladimir op, toen die in 1176 stierf. Vsevolod was een strenge vorst, die geen genade kende voor wie hem ongehoorzaam waren. Zo zette hij de prinsen van Rjazan uit hun land en liet hij in 1207 Rjazan en Belgorod verbranden. Hij bouwde zijn hoofdstad Vladimir uit. Zijn vrome Ossetische vrouw Maria Shvarnovna stichtte verschillende kloosters en werd door de Russisch-Orthodoxe Kerk heilig verklaard. Bij haar had Vsevolod ten minste veertien kinderen, waardoor hij de bijnaam 'het grote Nest' kreeg. Hij liet de troon na aan zijn derde zoon, Joeri II, omdat zijn oudste zoon, Konstantin, geen genoegen nam met zijn erfdeel. Vsevolod stierf op 12 april 1212 en werd in de Kathedraal van de Ontslapenis van de Moeder Gods in Vladimir begraven.
- Dit artikel of een eerdere versie ervan is een (gedeeltelijke) vertaling van het artikel Vsevolod the Big Nest op de Engelstalige Wikipedia, dat onder de licentie Creative Commons Naamsvermelding/Gelijk delen valt. Zie de bewerkingsgeschiedenis aldaar.